# Ephedra pentandra
Ephedra pentandra är en kärlväxtart som beskrevs av M.G. Pachomova. Ephedra pentandra ingår i släktet efedraväxter, och familjen Ephedraceae. Inga underarter finns listade i Catalogue of Life.